# Melitaea transcaucasica
Melitaea transcaucasica är en fjärilsart som beskrevs av Turati 1921. Melitaea transcaucasica ingår i släktet Melitaea och familjen praktfjärilar. Inga underarter finns listade i Catalogue of Life.